# David Nish
David John Nish (* 26. September 1947 in Burton-upon-Trent) ist ein ehemaliger englischer Fußballspieler. Seine größten Erfolge als Spieler waren der Gewinn der englischen Meisterschaft 1975 mit Derby County und der Einzug mit Leicester City ins Finale des FA Cup 1968/69. Zwischen 1973 und 1974 bestritt er fünf Spiele in der englischen Nationalmannschaft.

## Spielerkarriere

### Leicester City
David Nish debütierte am 3. Dezember 1966 im Alter von achtzehn Jahren für Leicester City in der Football League First Division 1966/67 und erzielte im Spiel gegen Stoke City direkt seinen ersten Treffer. Bis zum Saisonende bestritt der junge Abwehrspieler weitere siebzehn Ligaspiele. Nach einem achten Platz in seiner ersten Saison verschlechterten sich die Leistungen des Vereins und führten über einen dreizehnten Platz 1967/68 in der Saison 1968/69 zum Abstieg in die zweitklassige Second Division. Erfolgreicher agierte die Mannschaft um Peter Shilton, Allan Clarke und den 21-jährigen Mannschaftskapitän David Nish im FA Cup 1968/69 als Leicester das Finale des prestigeträchtigen Wettbewerbs erreichte. Die Finalpartie verlor City jedoch nach einem Treffer von Neil Young mit 0:1 gegen Manchester City. Durch den Gewinn der Zweitliga-Meisterschaft in der Saison 1970/71 vor Sheffield United gelang im zweiten Jahr die Rückkehr in die First Division. David Nish sicherte sich mit seinem Team im Folgejahr den Klassenerhalt, ehe er im August 1972 zu Derby County wechselte.

### Derby County
Derby hatte sich in der Football League First Division 1971/72 den ersten Meistertitel der Vereinsgeschichte sichern können und verpflichtete als amtierender englischer Meister für die britische Rekordablösesumme von £225.000 den 24-jährigen Verteidiger. Die Mannschaft des Trainerduos Brian Clough und Peter Taylor konnte in der Saison 1972/73 diesen Erfolg mit Platz 7 nicht wiederholen, dafür gelang dem Team um Ron Webster, Archie Gemmill, Alan Hinton, Roy McFarland und David Nish der Einzug ins Halbfinale des Europapokals der Landesmeister 1972/73. Nachdem u. a. in der zweiten Runde Benfica Lissabon bezwungen werden konnte, wartete im Halbfinale der italienische Meister Juventus Turin. Nach einer 1:3-Niederlage in Turin schied Derby nach einem 0:0 zu Hause aus dem Wettbewerb aus und verfehlte so das Finale gegen Ajax Amsterdam.
Zu Beginn der Saison 1973/74 trennte sich der Vorstand unter turbulenten Umständen von Trainer Brian Clough und verpflichtete den ehemaligen Spieler Dave Mackay als seinen Nachfolger. Mackay erreichte mit County 1974 noch einen dritten Platz und führte die Mannschaft in der Football League First Division 1974/75 zur zweiten Meisterschaft der Vereinsgeschichte. David Nish erzielte zwei Treffer in achtunddreißig Ligaspielen und trug so seinen Teil zum Titel vor dem FC Liverpool bei. Der zweite Start im Europapokal der Landesmeister 1975/76 endete bereits in der zweiten Runde. Derby scheiterte nach zwei legendären Spielen mit 4:1 und 1:5 nach Verlängerung am spanischen Meister Real Madrid. Die Leistungen in der Liga verschlechterten sich nach einem vierten Platz 1975/76 in den beiden Folgejahren deutlich. Auch David Nish kam aufgrund von Verletzungen ab der Saison 1976/77 nur noch reduziert zum Einsatz und wechselte 1979 zu Tulsa Roughnecks in die North American Soccer League.
Im Dezember 2009 wurde David Nish in das All Star Team von Derby County gewählt.

### Englische Nationalmannschaft
Zwischen 1973 und 1974 bestritt Nish fünf Länderspiele in der englischen Nationalmannschaft. Sein Debüt feierte er am 12. Mai 1973 bei einem 2:1-Sieg über Nordirland, als er von Trainer Alf Ramsey als linker Verteidiger aufgestellt wurde. Sein fünftes und letztes Länderspiel bestritt er ein Jahr später am 18. Mai 1974 gegen Schottland.